# Daniel Peter
Daniel Peter (Moudon, 9 marzo 1836 – Vevey, 4 novembre 1919) è stato un artigiano svizzero.

## La carriera e l'invenzione del cioccolato al latte
Peter inizia la sua carriera a Vevey in Svizzera come produttore di candele, la cui domanda presto cade a causa della crescente diffusione delle lampade ad olio. Nel 1867 entra in società col suocero François-Louis Cailler, produttore di cioccolato,  mentre lo stesso anno il suo vicino di casa Henri Nestlé inventa il latte in polvere. In quel momento Peter ha l'idea di mescolare il cacao in polvere col latte per attenuarne il forte sapore. Nel 1875 inventa così il processo per ricavare il cioccolato al latte. Inizialmente ha alcuni problemi nel rimuovere l'acqua dal latte, ma con la cooperazione di Nestlé, già produttore di cibi per neonati, riesce a lanciare il prodotto sul mercato, dopo sette anni di lavorazione. Nel 1883, dopo aver portato le sue creazioni di cioccolato nelle più grandi esposizioni europee e aver ricevuto diversi premi e onorificenze, riceve la più grande, una medaglia d'oro ad Amsterdam. Nel 1904 arriva il sodalizio con Kohler con cui nel 1919 fonda la "Peter, Cailler, Kohler, Chocolats Suisses S.A.".